# Play2Win
Play2Win was een belspelprogramma dat elke dag en nacht van 26 oktober 2006 tot 17 augustus 2007 werd uitgezonden op Tien en Talpa. Wegens de overname van Tien door RTL moest dit programma verdwijnen. Door middel van een directe lijn of het achterlaten van je telefoonnummer kon de kijker kans maken op prijzen. Play2Win kende meerdere namen. Dit komt door de Gedragscode Kansspelen die is opgesteld: Hierin staat dat een spel maar dertien keer mag worden gespeeld.

## Spellen
- Fair Square - Bij dit spel staan acht letters op een fysiek bord dat in de studio staat. Aan de kandidaat de taak om een woord te vormen die acht letters. Staat een van die woorden op de envelop dan wint hij/zij het desbetreffende geldbedrag.
- Word Snake - Bij dit spel is er een 9x9 letterveld. Aan de kandidaat de taak om bijvoorbeeld het juiste dier of hoofdstad te vinden. Staat een van die woorden op de envelop dan wint hij/zij het desbetreffende geldbedrag.
- Shuzzle - Bij dit spel staan de letters van een woord door elkaar gehusseld. Aan de kandidaat de taak om de letters weer op de goede plek te zetten en dus een Nederlands woord te vormen.
- Lettershake - Dit spel (wat veel weg heeft van Shuzzle) zijn draaiende letters door elkaar gegooid. Aan de kandidaat de taak om met die letters weer een Nederlands woord te maken.
- Sure Shot - Bij dit spel staat er een fysiek bord in de studio. Op dit bord staan zes of acht antwoordmogelijkheden die juist zijn bij een vraag als bijvoorbeeld: Wat past er voor _?_ land of Noem een drankje. Als het antwoord juist is wint hij/zij het desbetreffende geldbedrag
- Zoek het Verschil - Waarin het de bedoeling is om verschillen te vinden tussen 2 plaatjes.
- Guess the Word - Bij dit spel moet je een woord raden wat door letters wordt weggegeven , bijvoorbeeld: ....BAND. Verschillende kandidaten komen hun antwoord geven om te kijken of dat het juiste antwoord is. Het spel heeft wat weg van Sure Shot maar bij dit spel is er maar een juist antwoord mogelijk.
- What's This? - Bij dit spel wordt er een close-up van een afbeelding gegeven. Aan de kandidaat te raden welk voorwerp dit is.
- Missing Word - Bij dit spel is het de bedoeling om het woord te vinden wat je tussen drie andere woorden kan zetten. Bijvoorbeeld:

```
GA . . .
. . . TAAL
RA . . .
```

Het antwoord is MEN want dan krijg je GAMEN, MENTAAL en RAMEN.

## Presentators (M/V)
- Sabrina van den Hoek (oktober 2006 - augustus 2007)
- Raymond Havelaar (december 2006 - augustus 2007)
- Remco van der Veen (februari 2007 - augustus 2007)
- Nathalie Biermanns (februari 2007 - augustus 2007)
- Stephanie Stradmann (december 2006 - maart 2007)
- Jolanda Marti (januari 2007 - maart 2007)
- Nafthaly Hirchi (oktober 2006 - januari 2007)